# Mindi Abair
Mindi Abair (St. Petersburg, 23 maggio 1969) è una sassofonista e cantante statunitense.

## Carriera
Nata in una famiglia di musicisti, inizia a suonare il piano da piccola, per poi passare al sassofono e al cantautorato. Nel corso della sua carriera ha suonato dal vivo o in studio con Duran Duran, Mandy Moore, Josh Groban, Backstreet Boys, Lalah Hathaway, Lee Ritenour, Tenna Marie, Peter White, Jonathan Butler, Bobby Lyle, Rick Braun, Aerosmith e altri artisti. Nel 2003 dal pop passa al jazz. Firma un contratto con la Verve Records e pubblica l'album It Just Happens That Way. Un anno dopo produce col marito Matthew Hager il terzo album solista.

## Discografia
- Always and Never the Same (1999)
- It Just Happens That Way (2003)
- I Can't Wait for Christmas (2004)
- Come As You Are (2005)
- Life Less Ordinary (2007)
- A Peter White Christmas with Mindi Abair and Rick Braun (2007)
- Stars (2008)
- In Hi-Fi Stereo (2010)